# اکتور گونزالس بائسا
اکتور گونزالس بائسا (اسپانیایی: Héctor González Baeza‎؛ زادهٔ ۱۶ مارس ۱۹۸۶) دوچرخه‌سوار اهل اسپانیا است. وی در مسابقات جیرو دیتالیا شرکت کرده است.